# Прогрес 7К-ТГ
„Прогрес 7K-ТГ“ е съветски безпилотен космически кораб, вариант на „Прогрес“, изделие 11F15А15. Предназначен е специално за снабдяване на космически станции в ниска околоземна орбита.

## Дизайн
За основа на Прогрес 7K-TГ служи пилотираният „Союз 7К-Т“, предназначен за полети по програмата „Салют“. Спускаемият апарат на „Союз“ е заменен от т. нар. отсек за дозареждане. Той съдържа резервоари за гориво и помпи, използвани за зареждане с гориво на космическата станция, за която е скачен корабът. Подобно на „Союз 7К-Т“ и „Прогрес 7К-ТГ“ няма слънчеви панели, а разчита на акумулатори. Първите кораби имат разчетен ресурс за 33 дни полет, от които 3 в автономен полет, но по-нататък той е увеличен („Прогрес 38“ прекарва почти 75 дни в орбита).

## Полети
Първият кораб от серията стартира на 20 януари 1978 г. Първите 12 кораба са по посока орбиталната станция Салют-6, следващите 13 – за Салют-7, включително и Космос 1669. Последните 18 са за снабдяване и дозареждане на станцията „Мир“. С изключение на Прогрес 20 всички полети до станциите „Салют“ са осъществени с ракета-носител Союз-У, а „Прогрес 20“ и всички полети към „Мир“ – с по-мощната ракета Союз-У2. Освен обичайните си товари Прогрес 7 доставя радиотелескопа КРТ-10 на „Салют 6“, а Прогрес 17 спътника Искра 3 на станцията „Салют 7“ за пускане в орбита.